# Дрімлюга буланий
Дрімлюга буланий (Caprimulgus aegyptius) — вид дрімлюгоподібних птахів родини дрімлюгових (Caprimulgidae). Мешкає в Африці і Азії.

## Опис

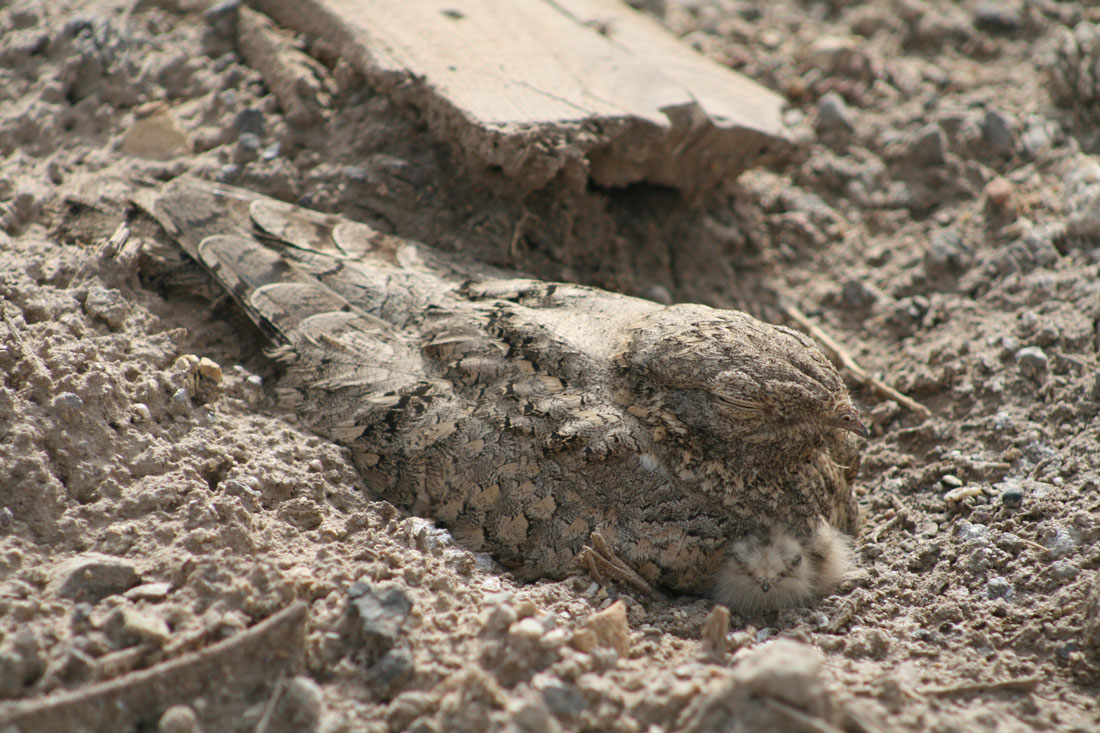
Буланий дрімлюга з пташенятами

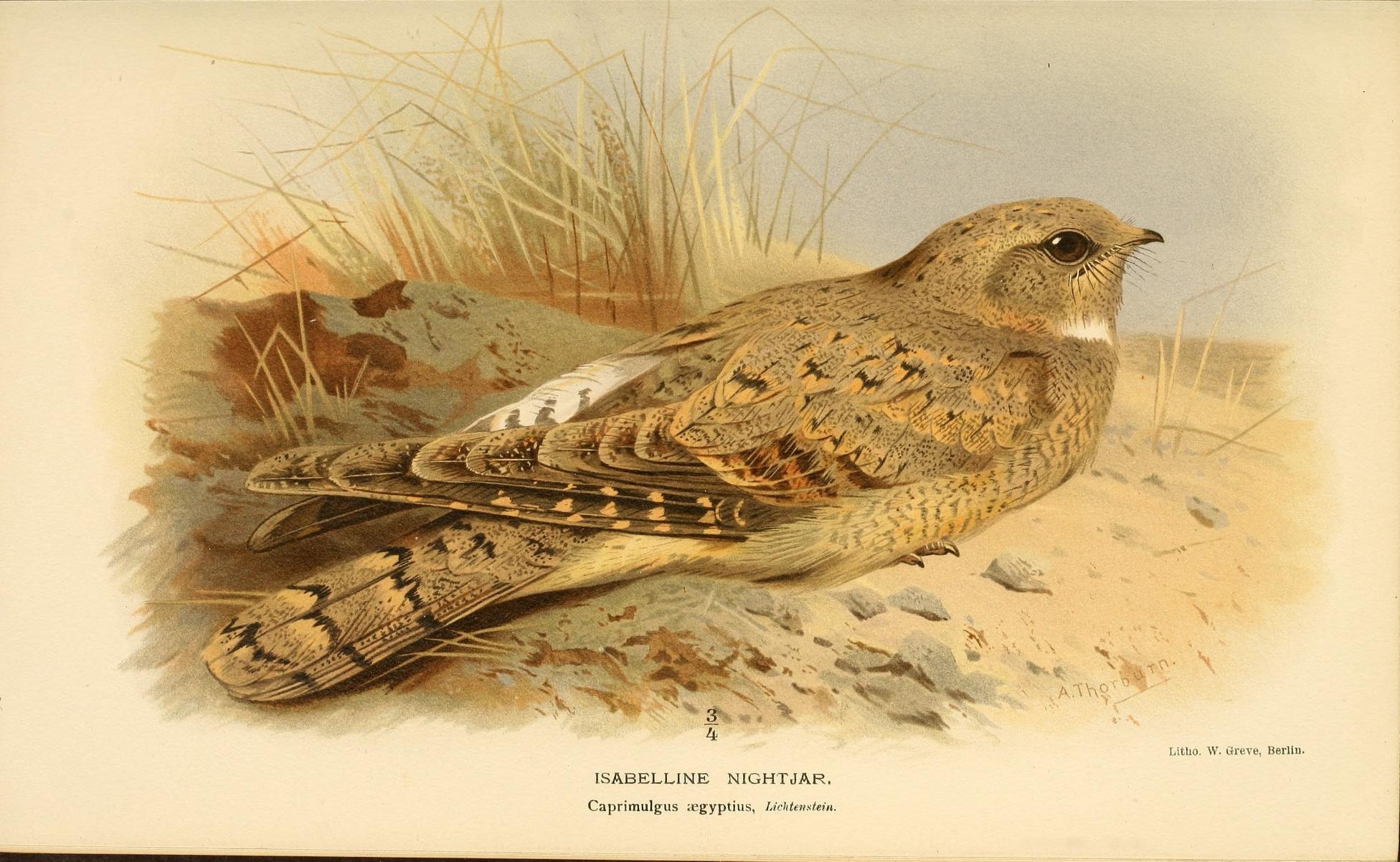
Буланий дрімлюга

Довжина птаха становить 25-26 см, розмак крил 55-63 см, вага 77 г. Крила і хвіст відносно довгі. Верхня частина тіла має піщане забарвлення, поцятковане охристими і коричневими смугами, нижня частина тіла дещо світліша, живіт і горло білі. Крила на кінці чорні, на хвості невеликі чорні плямки. У самців на крилах невеликі білі плямки. Дзьоб і лапи чорні.

## Підвиди
Виділяють два підвиди:
- C. a. saharae Erlanger, 1900 — гніздиться від Марокко до дельти Нілу, зимує в західній частині Сахелю;
- C. a. aegyptius Lichtenstein, MHK, 1823 — гніздиться від північного сходу Єгипту через Аравію до крайнього заходу Сіньцзяну, західного Пакистану, південного Казахстану і південно-східного Ірану.

## Поширення і екологія
Булані дрімлюги живуть в пустелях і напівпустелях, в долинах річок. Вони живляться комахами, яких ловлять в польоті. Відкладають яйця просто на голу землю або в пісок. В кладці 1-2 яйця, інкубаційний період триває 16-18 днів.